# Exechiopsis calceolata
Exechiopsis calceolata är en tvåvingeart som först beskrevs av Ostroverkhova 1977.  Exechiopsis calceolata ingår i släktet Exechiopsis och familjen svampmyggor. Inga underarter finns listade i Catalogue of Life.